# Munna longipoda
Munna longipoda är en kräftdjursart som beskrevs av Teodorcyzk och Waegele 1994. Munna longipoda ingår i släktet Munna och familjen Munnidae. Inga underarter finns listade i Catalogue of Life.